# 扇叶黄堇
扇叶黄堇（学名：Corydalis flabellata）为罂粟科紫堇属下的一个种。

## 扩展阅读
- 維基物種上的相關：扇叶黄堇